# Gobierno de Eliseo Payán
El Gobierno de Eliseo Payán en Colombia se desarrolló en dos periodos: el primero entre el 7 de enero de 1887 y el 4 de junio de 1887, el segundo periodo fue entre diciembre de 1887 y el 8 de febrero de 1888. Fue el segundo presidente de la República de Colombia. Su gobierno se conoció como "La payanización".

## Llegada al poder
Payán ejercía como presidente del Estado Soberano del Cauca, luego de ser apoyado por los liberales.
Siendo vicepresidente, el Consejo de Delegados lo nombra en la presidencia.

## Gabinete ministerial
| Ministerio                                      | Imagen | Ministro                | Periodo                                     |
| ----------------------------------------------- | ------ | ----------------------- | ------------------------------------------- |
| Canciller (Ministerio de Relaciones Exteriores) |        | Vicente Restrepo        | 7 de agosto de 1886-13 de enero de 1887     |
|                                                 |        | Felipe Angulo           | 13 de enero de 1887-11 de diciembre de 1887 |
| Ministerio de Gobierno                          |        | Felipe F. Paul          | 7 de enero de 1887-20 de diciembre de 1887  |
| Ministerio de Fomento                           |        | Jesús Casas Rojas       | 15 de enero de 1887-7 de agosto de 1888     |
| Ministerio de Guerra                            |        | Felipe Angulo           | 16 de agosto de 1886-5 de junio de 1888     |
| Ministerio de Hacienda                          |        | Antonio Roldán          | 7 de agosto de 1886-15 de marzo de 1888     |
| Ministerio de Instrucción pública               |        | Enrique Álvarez Bonilla | 21 de abril de 1884-13 de enero de 1887     |
| Ministerio de Instrucción pública               |        | Carlos Martínez Silva   | 13 de enero de 1887-6 de junio de 1887      |

## Política interna
Con el Decreto 779 de 1887 por medio del cual se establece en su totalidad la libertad de prensa.
En abril de 1887, sancionó la ley 57 de 1887, el código civil colombiano, vigente hasta el día de hoy, que tomó como referencia el código civil napoléonico y las disposiciones del profesor venezolano Andrés Bello, instructor de Simón Bolívar.